# Hans Scholten (Sozialpädagoge)
Hans Scholten (* 26. Mai 1950) ist ein deutscher Diplom-Sozialpädagoge, ehemals Geschäftsführer des Jugendhilfezentrums Raphaelshaus in Dormagen und Geschäftsführer der Katholischen Stiftung für Erziehungshilfe in Köln.

## Leben und Wirken
Scholten absolvierte zunächst eine Ausbildung zum Bürokaufmann und studierte von 1976 bis 1979 an der Katholischen Hochschule für Soziale Arbeit in Saarbrücken, wo er von 1981 bis 1983 auch die Ausbildung zum Familientherapeuten absolvierte.
Ab 1981 übernahm er nach dem pädagogischen Gruppendienst die Gruppenberatung im Therapeutischen Kinderheim Margaretenstift in Saarbrücken und war von 1985 bis 1987 Referent für die Heim- und Heilpädagogik im Diözesancaritasverband in Trier. Dort initiierte und leitete er die Zusatzausbildung für systemische Familienarbeit „Heim- und Familie“, Trier. Von 1987 bis 2007 war er Leiter des Jugendhilfezentrums Raphaelshaus in Dormagen.
Scholten war von 2008 bis 2010 Mitglied der Enquetekommission Prävention des Landtages Nordrhein-Westfalen zur Erarbeitung von Vorschlägen für eine effektive Präventionspolitik in NRW. Von 2009 bis 2017 war er Vorsitzender des Bundesverbandes katholische Einrichtungen und Dienste der Erziehungshilfe e. V. (BVKE), in dem er schon seit 1990 im Vorstand wirkte. So leitete er unter anderem den Fachausschuss Weiterbildung von Mitarbeitern in Leitungsfunktionen aus Einrichtungen der Heim- und Heilpädagogik (Deutscher Caritasverband Freiburg) sowie den Fachausschuss Öffentlichkeitsarbeit. Unter seinem Vorsitz engagierte sich der Bundesverband besonders für die Etablierung der Erlebnispädagogik und des Naturschutzes in die handlungsorientierte Pädagogik und bekam für das Projekt WildeWaldWelt2013 den Förderpreis im Deutschen Naturschutzpreis.
Lehraufträge übernahm Scholten an der Katholischen Hochschule NRW und an der Hochschule Niederrhein.
Seit Juni 2022 ist Scholten vom Erzbistum Köln benanntes Mitglied der Unabhängigen Aufarbeitungskommission des Erzbistums Köln.
Er veröffentlichte zwei Bücher sowie zahlreiche Beiträge in Fachbüchern und Fachzeitschriften.
Scholten ist verheiratet, hat drei erwachsene Töchter und lebt in Neuss.

## Schwerpunkte und Forschung
Scholten setzte sich insbesondere für die Einführung von qualifizierter Familienarbeit in der Jugendhilfe ein. Er absolvierte zusätzlich eine Ausbildung zum Qualitätsmanager bei der Dekra in Freiburg und war als Gründungsmitglied der European Charity University e.V tätig.
Im Raphaelshaus initiierte er gemeinsam mit dem Institut für Kinder- und Jugendhilfe (IKJ) Mainz verschiedene Forschungsprojekte, darunter die wissenschaftliche Begleitung der Helen-Keller-Gruppe im Jugendhilfezentrum Raphaelshaus unter besonderer Berücksichtigung der tierpädagogischen Angebote, Begleitforschung für das Modell-Projekt „Jugendstrafvollzug in freien Formen“ in der Horst-Wackerbarth-Gruppe (Modellprojekt des Justizministeriums Nordrhein-Westfalen) sowie die Evaluation der Otmar-Alt-Gruppe, ein  Modell-Projekt zur Evaluation und Qualitätsentwicklung eines stationären Erziehungshilfekonzepts zur pädagogisch-therapeutische Betreuung sexuell auffällig gewordener Jugendlicher. Die Ergebnisse der wissenschaftlichen Studien wurden Grundlage zur Weiterentwicklung von Konzeption und Methodik für die Jugendhilfe mit besonders schwierigen Mädchen und Jungen.

## Ehrungen
- 2002: Sächsischer Fluthelferorden vom Freistaat Sachsen wegen Hochwassereinsatz Elbe
- 2002: Ehrenzeichen in Silber des Deutschen Caritasverbandes[1]
- 2012: Silberne Ehrennadel der Stadt Dormagen[1]
- 2012: Goldenes Ehrenzeichen des Deutschen Caritasverbandes
- 2017: Goldene Münze der Stadt Dormagen
- 2020: Bundesverdienstkreuz am Bande[2]

## Publikationen (Auswahl)

### Bücher
- Anton: Ein Märchen für Jung und Alt zum 100-jährigen Geburtstag eines Kinderheimes. Zum Lesen, Schauen und Selberschreiben. Hrsg.: Raphaelshaus Dormagen, Neusser Druckerei, 2001, ISBN 978-3923607365

- Kunst und Kultur im Raphaelshaus. Berlin 2016

### Beiträge und Schriften
- mit Ekkehard Seegers: PR in der Heimerziehung. In: PR Magazin 9/1994, 1994.
- mit Björn Hoff, Joachim Klein, Michael Macsenaere: Kick-off-Gruppen: Intensive Pädagogik für eine externe Klientel. In: Unsere Jugend 3/2005, 2005.
- mit Jost Baumgart, Claudia Pollok: Institutionelle Wachsamkeit – Vorwärtsverteidigung gegen Missbraucher und Grenzverletzer in pädagogischen Einrichtungen. In: Berner Schriftenreihen, Ausgabe 5, 2006, S. 151–160
- Sexualpädagogik in einer Gruppe für sexuell grenzüberschreitende Jungen – am Beispiel Otmar Alt Gruppe im Raphaelhaus. In: Unsere Jugend 1/2007, 2007.
- Reflexionen zu schwierigster Klientel im Raphaelhaus Dormagen – Wer arbeitet schon gern mit "heißen Kastanien"?  In: Perspektiven für die Kinder- und Jugendhilfe von der Heimerziehung zur Vielfalt der erzieherischen Hilfen, Hrsg.: Eckhart Knab, Roland Fehrenbacher, Lambertus-Verlag, Freiburg, 2007, ISBN 978-3-7841-1689-1
- Zivilcourage .... eine bürgerliche Tugend. In: Zeitschrift der International Police Association Deutsche Sektion e.V. 03/2008, 2008.
- Stationäre Jugendhilfe mit Sexualtätern. In: Mission- impossible – Stationäre Jugendhilfe mit Sexualtätern unter 14, Hrsg.: LVR, Dez. Schule/Jugend, 2008.
- mit Marie-Theres Scholten: Vierbeinige Gefährten – 25 Jahre Tierpädagogik im Raphaelshaus. In: Die vernachlässigten Hoffnungsträger – Beiträge zur Kinder- und Jugendhilfe. Hrsg.: Eckhard Knab, R. Fehrenbacher, Lambertus Verlag, 2009, ISBN 978-3-7841-1881-9
- mit Marie-Theres Scholten: Vierbeinige Gefährten – Vierbeinige Kollegen. In: Die Würde der Tiere. Eine religiöse Wertschätzung. Hrsg.: Rainer Hagencord, Gütersloser Verlagshaus, 2011, ISBN 978-3-579-06564-9
- mit Marie-Theres Scholten: Tiere als Therapiehilfe. Vierbeinige Gehilfen in einem Jugendhilfezentrum. S. 255-277. In: Das Tier in unserer Kultur. Begegnungen, Beziehungen, Probleme, Hrsg.: Hans Werner Ingensiep, Oldib Verlag, ISBN 978-3-939556-48-0.
- Tiergestützte Pädagogik – ein neues Arbeitsfeld in der Heimerziehung. In: Handbuch der Hilfen zur Erziehung, Hrsg.: Michael Macsanaere, Klaus Esser, Eckhart Knab, Stephan Hiller, Lambertus Verlag, 2014, ISBN 978-3-7841-2121-5
- Kunst in einer Jugendhilfeeinrichtung. In: Kunstpädagogik in der Erziehungshilfe, Hrsg.: Klaus Esser, Eckhart Knab, Lambertus Verlag, 2020, ISBN 978-3-7841-3152-8